# Trentepohlia disparilis
Trentepohlia disparilis är en tvåvingeart som beskrevs av Alexander 1944. Trentepohlia disparilis ingår i släktet Trentepohlia och familjen småharkrankar.
Artens utbredningsområde är Peru. Inga underarter finns listade i Catalogue of Life.